# Koto Aro
Koto Aro is een bestuurslaag in het regentschap Kerinci van de provincie Jambi, Indonesië. Koto Aro telt 1020 inwoners (volkstelling 2010).